# 博克氏辛普遜鱂
博克氏辛普遜鱂為輻鰭魚綱鯉齒目溪鱂科的一個種。

## 分布
本魚分布於巴西Cachoeira河流域。

## 特徵
本魚體修長，背鰭和臀鰭的前部體側最深，背部的金棕綠色和腹面的淺黃色形成對比。在金屬藍鰓蓋後面有幾條淺藍綠色縱向條紋，魚體上部有許多向背鰭和尾鰭擴散的灰色斑點。體長約6.5公分。

## 生態
本魚棲息在較淺富有淤泥的溪流，卵於具淤泥的河床中經兩個月孵化，有侵略性，屬肉食性，以蠕蟲、甲殼動物與昆蟲等為食。

## 經濟利用
可作為觀賞魚。